# Mölnlycke
Mölnlycke este un oraș în Suedia.

## Demografie
| \| Evoluția demografică a zonei urbane Mölnlycke, 1970–2015 \| Evoluția demografică a zonei urbane Mölnlycke, 1970–2015 \| Evoluția demografică a zonei urbane Mölnlycke, 1970–2015 \| Evoluția demografică a zonei urbane Mölnlycke, 1970–2015 \| Evoluția demografică a zonei urbane Mölnlycke, 1970–2015 \| \| --------------------------------------------------------------------------------------- \| -------------------------------------------------------- \| -------------------------------------------------------- \| -------------------------------------------------------- \| -------------------------------------------------------- \| \| An \| \| \| Locuitori \| \| \| 1970 \| 1970 \| \| 7.360 \| 7.360 \| \| 1975 \| 1975 \| \| 10.400 \| 10.400 \| \| 1980 \| 1980 \| \| 10.631 \| 10.631 \| \| 1990 \| 1990 \| \| 11.529 \| 11.529 \| \| 1995 \| 1995 \| \| 12.825 \| 12.825 \| \| 2000 \| 2000 \| \| 13.675 \| 13.675 \| \| 2005 \| 2005 \| \| 14.439 \| 14.439 \| \| 2010 \| 2010 \| \| 15.608 \| 15.608 \| \| 2015 \| 2015 \| \| 17.579 \| 17.579 \| \| Sursa: SCB - Statistika Centralbyrån, Folkmängden per tätort. Vart femte år 1960 - 2016 \| \| \| \| \| |      |  |           |        |
| Evoluția demografică a zonei urbane Mölnlycke, 1970–2015 |      |  |           |        |
| An |      |  | Locuitori |        |
| 1970 | 1970 |  | 7.360     | 7.360  |
| 1975 | 1975 |  | 10.400    | 10.400 |
| 1980 | 1980 |  | 10.631    | 10.631 |
| 1990 | 1990 |  | 11.529    | 11.529 |
| 1995 | 1995 |  | 12.825    | 12.825 |
| 2000 | 2000 |  | 13.675    | 13.675 |
| 2005 | 2005 |  | 14.439    | 14.439 |
| 2010 | 2010 |  | 15.608    | 15.608 |
| 2015 | 2015 |  | 17.579    | 17.579 |
| Sursa: SCB - Statistika Centralbyrån, Folkmängden per tätort. Vart femte år 1960 - 2016 |      |  |           |        |